# Renault RS01
Ne doit pas être confondu avec Renault R.S.01.
Chronologie des modèles (1977-1978-1979)
Aucun Renault RS10
La Renault RS01 est une monoplace de Formule 1 engagée par Renault Elf au championnat du monde de Formule 1 1977, 1978 et 1979. Il s'agit de la première monoplace de l'histoire de la Formule 1 équipée d'un moteur turbocompressé. Après ses débuts au Grand Prix de Grande-Bretagne 1977, elle est alignée pour la fin de la saison ainsi que lors de la saison 1978, avec Jean-Pierre Jabouille comme unique pilote. En 1979, René Arnoux est engagé comme second pilote, avant l'arrivée de sa remplaçante, la Renault RS10.
Malgré une pole position au Grand Prix d'Afrique du Sud 1979, une quatrième place au Grand Prix des États-Unis Est 1978 et un bon comportement en piste, la RS01 souffre d'énormes problèmes de fiabilité notamment en raison de son système de turbocompression. Sur vingt-trois Grands Prix disputés, la Renault en termine sept, ce qui lui vaut rapidement le surnom de Yellow Teapot (théière jaune), en référence au panache de fumée émanant du turbocompresseur de la monoplace lors de ses nombreux abandons.

## Historique

### Contexte
Dès avril 1972, les responsables de Renault et Elf demandent aux ingénieurs de Renault-Gordini de mettre au point un moteur de compétition pour remporter la victoire aux 24 Heures du Mans. La mise au point de ce prototype donne l'idée d'en concevoir un pour la Formule 1. Avant de faire son entrée en Formule 1, François Guiter, à la tête du service compétition d'Elf, convainc Pierre Dreyfus, alors PDG de Renault, d'engager la marque française en tant que motoriste en Formule 2. En 1976, Jean-Pierre Jabouille devient champion d'Europe de Formule 2 au volant de la Elf 2 conçue par André de Cortanze, François Castaing et Jean-Pierre Boudy, avec l'équipe suisse Elf-Switzerland. Sous l'impulsion de Guiter, Renault décide de se lancer en Formule 1 pour la saison 1977, grâce à Bernard Vernier-Palliez. 
La nouvelle division sportive du groupe, Renault Sport, issue de la fusion des marques Alpine et Gordini, porte le projet Formule 1 sous la direction de Jean Sage. La participation de Renault en Formule 1 s'inscrit dans la volonté des dirigeants du groupe de démontrer le savoir-faire technologique de la marque au losange et de s'internationaliser pour conquérir de nouveaux marchés. Son partenaire Elf souhaite faire de même dans le secteur des carburants tandis que le fabricant de pneumatiques français Michelin veut introduire ses pneumatiques à carcasse radiale en Formule 1.

### Conception et développement
Le développement de la RS01 débute à la fin de l'année 1976. Sa structure est en tôles d'aluminium pliées et rivetées sur des couples du même matériau usinés dans la masse. L'aérodynamisme de la carrosserie est supervisé par Marcel Hubert lors d'essais en soufflerie au centre de Saint-Cyr-l'École pour optimiser les performances du véhicule.
La Renault RS01 est officiellement présentée le 10 mai 1977 au Pub Renault, la vitrine internationale de la marque, située sur l'avenue des Champs-Élysées.

### Engagements en championnat du monde de Formule 1

#### Grand Prix automobile de Grande-Bretagne 1977
L'écurie Renault Elf compte prendre part à son premier Grand Prix de Formule 1 sur le circuit de Silverstone, le 16 juillet 1977 ; il s'agit du premier Grand Prix d'une monoplace turbocompressée de l'histoire de la Formule 1. Afin de préparer le weekend, Renault organise des essais, les 6 et 7 juillet 1977, couvrant une distance de 2 500 km. Afin de tester la fiabilité de la monoplace, une partie de ces tests est effectuée directement sur le circuit de Silverstone, où la RS01 boucle quatre-vingt-quatre tours, plus que les soixante-quatre prévus pour le Grand Prix.
Le mercredi 13 juillet, la direction de course annonce mettre en place un système de préqualification à cause du nombre élevé de pilotes inscrits. Cependant, Renault est dispensé de cette séance, la direction de la Formule 1 considérant le constructeur comme un acteur majeur, non pas engagé pour une simple participation ponctuelle mais avec l'intention de s'impliquer dans le championnat. Les premiers essais officiels du weekend se déroulent le jeudi 14 juillet. Durant la séance, l'alimentation d'essence pose un problème et le moteur s'étouffe.
Le lendemain, pour les qualifications, Jean-Pierre Jabouille réalise le vingt-et-unième temps, en 1 min 20 s 110, à 1 s 620 de la pole position de James Hunt. Jabouille s'élance et remonte rapidement dans le classement, atteignant la seizième place au septième tour. Les nouveaux pneumatiques Michelin à carcasse radiale sont compliqués à faire monter en température. Au douzième tour, une fuite due à une fissure du collecteur d'admission l'oblige à rentrer au stand. Après environ dix minutes de réparation, il reprend la course. Puis quatre tours plus tard, une casse du turbocompresseur à cause des changements de pression intervenus avant la réparation du collecteur conduit Jabouille à l'abandon.

#### Grand Prix automobile des Pays-Bas 1977

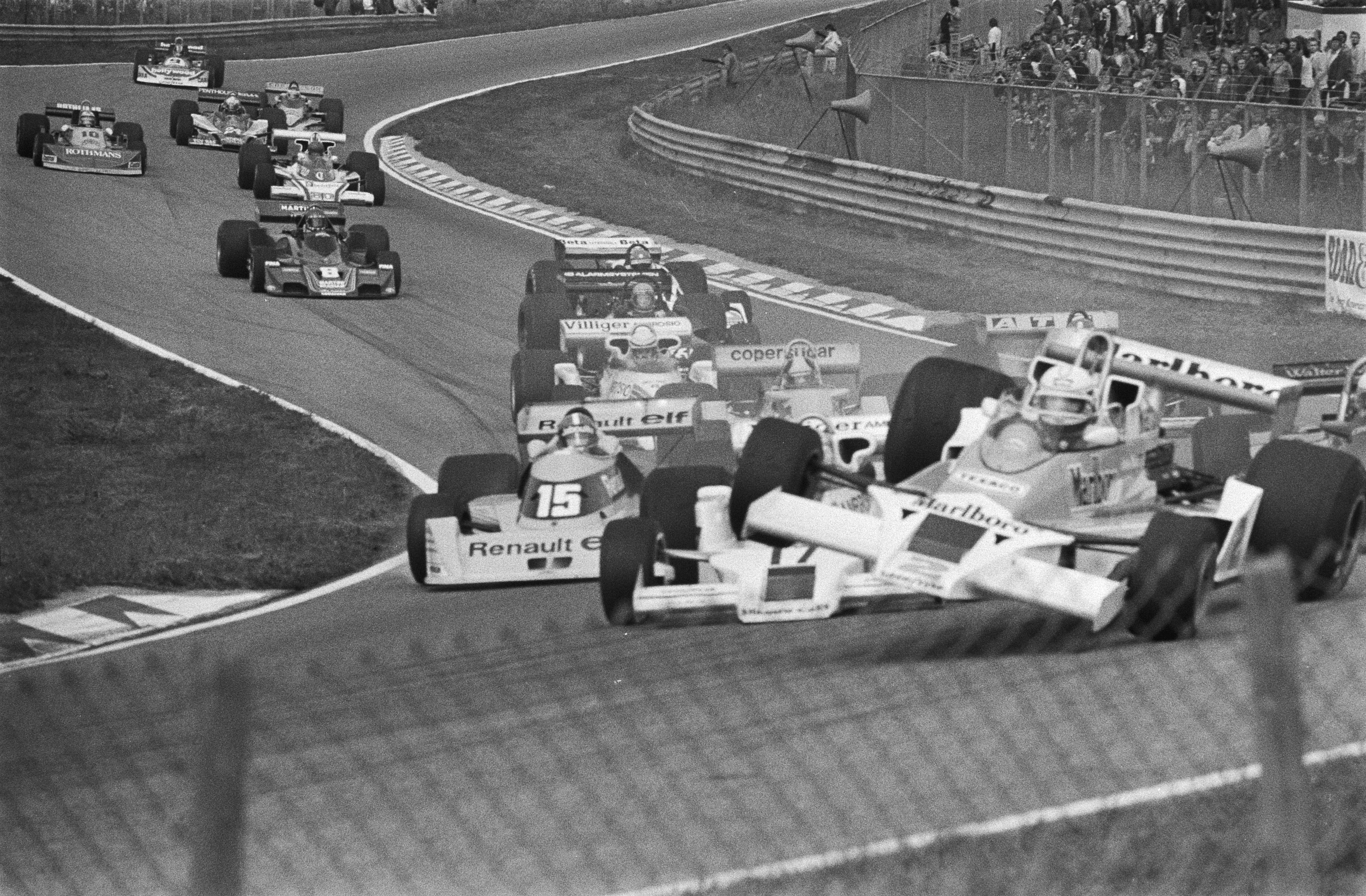
Collision entre Jochen Mass et Alan Jones devant la RS01 de Jean-Pierre Jabouille, dans le 1er tour.

Bien qu'inscrite aux deux Grands Prix précédents, l'écurie ne participe ni au Grand Prix d'Allemagne, ni au Grand Prix d'Autriche, pour se concentrer sur un weekend disputé sur un tracé plus rapide. Renault est de retour pour le Grand Prix des Pays-Bas, sur le circuit de Zandvoort que Jean-Pierre Jabouille découvre.
La monoplace est assez différente de celle alignée à Silverstone, bien qu'il s'agisse du même châssis, le RS01/01. Le turbocompresseur de série est remplacé par une version de compétition conçue par Renault à partir de pièces Garrett. Lors des essais, les réglages moteurs lui font émettre une fumée noire et le compresseur avale des graviers, ce qui lui fait perdre de la pression. L'après-midi, le moteur est affecté par le dysfonctionnement d'un échangeur endommagé le matin et un déflecteur perdu est aspiré dans une chambre de combustion. Le moteur est donc changé pour la séance de qualifications du samedi.
En qualifications, la Renault RS01 se montre beaucoup plus performante que la veille, Jabouille améliore son temps de plus de six secondes et réalise le dixième temps. En course, il remonte jusqu'à la septième place au trente-troisième tour. Le tour suivant, il effectue un tête-à-queue et repart derrière Emerson Fittipaldi. L'accrochage entre Gunnar Nilsson et Carlos Reutemann au trente-cinquième tour, permet à Jabouille d'accèder à la sixième place. Au trente-neuvième tour, une casse du bras de suspension arrière gauche provoque son abandon.

#### Grand Prix automobile d'Italie 1977
Renault se rend sur le circuit de Monza quelques jours avant le Grand Prix d'Italie pour une session d'essais privés. La monoplace bénéficie de nouvelles améliorations, notamment une suspension modifiée après la défaillance lors du Grand Prix précédent, ainsi que d'un turbocompresseur optimisé.
Les performances de la RS01 sont jugées encourageantes, avec des temps au tour proches de ceux des principales écuries. Lors de la première séance d'essais du vendredi, le moteur cède à cause de la casse d'une tige de soupape. Le lendemain, le moteur casse à nouveau à cause des soupapes, ne laissant que peu de temps à Jabouille pour améliorer son temps de qualification ; il se classe vingtième. Le dimanche matin, avant le départ du Grand Prix, durant le warm-up, Jabouille réalise le deuxième temps, derrière la Ferrari 312 T2 de Niki Lauda.
En course, Jabouille entame une remontée régulière, profitant à la fois de quelques abandons et de dépassements pour se hisser jusqu'à la douzième place au treizième tour. Sa progression est interrompue au dix-neuvième tour lorsqu'il est doublé par Ian Scheckter. Cinq tours plus tard, Jabouille ralentit et rentre aux stands en signalant un problème technique. La monoplace est inspectée par les mécaniciens mais les dégâts s'avèrent irréparables ; l'abandon, causé par les réglages de richesse et une pompe à injection défectueuse est annoncé lors du vingt-cinquième tour.

#### Grand Prix automobile des États-Unis Est 1977
Pour le Grand Prix des États-Unis Est, au Watkins Glen International, plusieurs écuries privées sont absentes (ATS, RAM Racing, Team Merzario et Apollon) et mettent un terme à leur saison en raison du coût de déplacement outre-Atlantique. L'objectif de Renault est de faire progresser le développement de la voiture et de laisser à Jabouille le temps d'apprendre une piste qu'il découvre. Une rupture du moteur compromet ces objectifs, tandis que les pneumatiques Michelin supportent mal les basses températures de la piste. Lors de la séance d'essais du vendredi, Jabouille se classe quatorzième, place qu'il obtient également lors des qualifications.
À l'issue du premier tour de course, Jabouille perd cinq places puis, comme lors des trois courses précédentes, effectue une remontée. La stratégie définie par Renault et Michelin est de doter la RS01 de pneumatiques durs afin de terminer le Grand Prix sans s'arrêter si la pluie cesse. Au vingtième tour, Jabouille accède à la onzième place qu'il conserve jusqu'à son abandon, dix tours plus tard à cause d'une avarie du circuit électrique et de l'alternateur.

#### Grand Prix automobile du Canada 1977
L'avant-dernier Grand Prix de la saison se déroule sur le circuit de Mosport. Le vendredi matin, pour la première journée d'essais, les crans de la courroie d'entrainement se décalent au lancement du moteur. Après quelques tours, le bloc casse à cause d'une perforation d'un des pistons. Après l'installation d'un second moteur, Jabouille prend la piste ; avec la trop basse température, les pneumatiques Michelin se révèlent impossibles à chauffer et la Renault difficile à piloter. Jabouille est obligé de négocier chaque virage au ralenti, ce qui empêche de maintenir le régime nécessaire au bon fonctionnement du turbocompresseur. Le lendemain, pour les qualifications, une forte pluie s'abat sur le circuit. Jabouille réalise le vingt-septième temps en 1 min 18 s 999, à plus de 7 secondes de la pole position de Mario Andretti en 1 min 11 s 385. Les places étant limitées à vingt-six, Jabouille ne se qualifie pas pour la course.

#### Grand Prix automobile d'Afrique du Sud 1978
Si Renault n'aligne pas sa voiture lors des deux premières courses en Amérique du Sud, l'écurie participe au Grand Prix d'Afrique du Sud sur le circuit du Kyalami. La Renault, turbocompressée, souffre moins du manque d'oxygène du à l'altitude du circuit que les monoplaces atmosphériques. Lors d'essais préliminaires, Jabouille obtient le troisième temps et boucle quatre-vingt-neuf tours sans défaillances. Lors des essais officiels, la Renault souffre d'un long temps de réponse du moteur et, durant la seconde journée, de sous-virage. La cause du problème, découverte peu après, est due au treillis avant tordu lors d'une manœuvre de levage, entrainant un affaissement de l'aileron avant.
Les résultats encourageants des essais préliminaires se confirment en qualifications, où Jabouille réalise sa meilleure performance depuis l'engagement de la RS01, en se classant sixième. Il gagne une position dans le premier tour mais se fait dépasser par Patrick Depailler dans le neuvième, puis par John Watson dans le onzième. Jabouille conserve sa septième place jusqu'au trente-cinquième tour, lorsque le moteur de sa RS01 coupe par intermittence, et se fait doubler par Ronnie Peterson et par Alan Jones. Il perd des positions puis abandonne trois boucles plus tard à cause d'un problème d'ébullition d'essence à l'origine des défaillances du moteur.

#### Grand Prix automobile des États-Unis Ouest 1978
Lors du Grand Prix des États-Unis Ouest, sur le circuit urbain de Long Beach, la première journée d'essais est compliqué pour Renault, avec une boite de vitesses mal étagée et des difficultés de reprise à bas régime. Entre le vendredi et le samedi, les motoristes de Viry-Châtillon tentent de résoudre les problèmes de performance de la monoplace.
En qualifications, ces problèmes sont corrigés et Jabouille se classe treizième derrière ses compatriotes Patrick Tambay et Patrick Depailler, et devant Jacques Laffite. Après deux places de perdues au départ, il progresse régulièrement en dépassant et en tirant profit de certaines circonstances de course pour gagner quelques positions, jusqu'à atteindre la dixième place au trente-neuvième tour. Quatre tours plus tard, le turbocompresseur de sa RS01 prend feu ; Jabouille se dirige vers une zone de dégagement du circuit après le virage du Bridgestone Bend pour immobiliser sa monoplace et abandonner.

#### Grand Prix automobile de Monaco 1978
Le premier Grand Prix de la tournée européenne de la saison est celui de Monaco, disputé sur le circuit éponyme. Lors des essais, la monoplace est difficile à piloter, la puissance du moteur suralimenté arrivant de manière trop brutale.
Jabouille, douzième des qualifications, perd trois places au départ puis entame une remontée. Le temps de réponse du moteur rend la voiture difficile à maîtriser et Jabouille, touché physiquement, songe même à abandonner au quinzième tour. Il continue pourtant sa remontée jusqu'à atteindre la dixième place au cinquante-septième tour. Quatre tours plus tard, il rentre faire purger ses freins puis repart en ayant perdu une position au profit d'Emerson Fittipaldi. Au fil du Grand Prix, l'efficacité des pneumatiques arrières se dégrade fortement, ce qui affecte la tenue de route de la RS01. L'accident de Gilles Villeneuve, à la sortie du tunnel, lui permet de récupérer sa dixième place, qu'il conserve jusqu'à l'arrivée. Après sept Grands Prix en dix mois, la Renault franchit la ligne d'arrivée pour la première fois, sans toutefois inscrire de point.

#### Grand Prix automobile de Belgique 1978
Au Grand Prix de Belgique, sur le circuit de Spa-Francorchamps, Jabouille réalise le dixième temps des qualifications. Dès le premier tour, il gagne trois positions, avant de perdre plusieurs places dans les tours suivants. Au seizième tour, Jabouille rentre faire contrôler ses freins qui surchauffent, comme lors du Grand Prix précédent. La Renault reprend la piste mais le problème persiste et le Français rentre une nouvelle fois, au vingt-neuvième tour. Dernier, Jabouille rentre une troisième fois au quarante-neuvième tour, toujours pour le même motif. Au moment où le drapeau à damier est agité pour saluer la victoire de Mario Andretti, la Renault RS01 accuse un retard de quatorze tours. Il s'agit de la seconde course ne se soldant pas par un abandon de la Renault, bien qu'en raison de cet écart la voiture termine non classée.

#### Grand Prix automobile d'Espagne 1978
Jabouille réalise le onzième temps des qualifications du Grand Prix d'Espagne sur circuit permanent du Jarama. Le départ de la course se déroule dans des conditions confuses puisque certaines monoplaces ne sont pas encore complètement arrêtées à la fin du tour de formation lorsque le départ est donné, ce qui entraîne un départ chaotique. Au premier virage, la Tyrrell 008 de Patrick Depailler heurte la Renault ; Depailler poursuit malgré une foulure au bras, tandis que Jabouille repart dernier. Il entame alors une remontée à travers le peloton et atteint, au cinquante-deuxième tour, la treizième place qu'il conserve jusqu'à l'arrivée. Il s'agit de la deuxième course terminée par la RS01 mais toujours sans point.

## Résultats en championnat du monde de Formule 1
| Saison | Écurie             | Moteur         | Pneus    | Pilotes               | Courses | Courses | Courses | Courses | Courses | Courses | Courses | Courses | Courses | Courses | Courses | Courses | Courses | Courses | Courses | Courses | Courses | Points inscrits | Classement |
| Saison | Écurie             | Moteur         | Pneus    | Pilotes               | 1       | 2       | 3       | 4       | 5       | 6       | 7       | 8       | 9       | 10      | 11      | 12      | 13      | 14      | 15      | 16      | 17      | Points inscrits | Classement |
| ------ | ------------------ | -------------- | -------- | --------------------- | ------- | ------- | ------- | ------- | ------- | ------- | ------- | ------- | ------- | ------- | ------- | ------- | ------- | ------- | ------- | ------- | ------- | --------------- | ---------- |
| 1977   | Équipe Renault Elf | Renault EF1 V6 | Michelin |                       | ARG     | BRÉ     | AFS     | USO     | ESP     | MON     | BEL     | SUÈ     | FRA     | GBR     | ALL     | AUT     | P-B     | ITA     | USE     | CAN     | JAP     | 0               | Non classé |
| 1977   | Équipe Renault Elf | Renault EF1 V6 | Michelin | Jean-Pierre Jabouille |         |         |         |         |         |         |         |         |         | Abd     |         |         | Abd     | Abd     | Abd     | Nq      |         | 0               | Non classé |
| 1978   | Équipe Renault Elf | Renault EF1 V6 | Michelin |                       | ARG     | BRÉ     | AFS     | USO     | MON     | BEL     | ESP     | SUÈ     | FRA     | GBR     | ALL     | AUT     | P-B     | ITA     | USE     | CAN     |         | 3               | 12e        |
| 1978   | Équipe Renault Elf | Renault EF1 V6 | Michelin | Jean-Pierre Jabouille |         |         | Abd     | Abd     | 10e     | Nc      | 13e     | Abd     | Abd     | Abd     | Abd     | Abd     | Abd     | Abd     | 4e      | 12e     |         | 3               | 12e        |
| 1979   | Équipe Renault Elf | Renault EF1 V6 | Michelin |                       | ARG     | BRÉ     | ADS     | EUO     | ESP     | BEL     | MON     | FRA     | GBR     | ALL     | AUT     | P-B     | ITA     | CAN     | EUE     |         |         | 26*             | 6e         |
| 1979   | Équipe Renault Elf | Renault EF1 V6 | Michelin | Jean-Pierre Jabouille | Abd     | 10e     | Abd     | Np      |         |         |         |         |         |         |         |         |         |         |         |         |         | 26*             | 6e         |
| 1979   | Équipe Renault Elf | Renault EF1 V6 | Michelin | René Arnoux           | Abd     | Abd     | Abd     | Np      | 9e      | Abd     |         |         |         |         |         |         |         |         |         |         |         | 26*             | 6e         |

Légende : ici 

* 26 points marqués avec la Renault RS10.